# Microstomidae
Los Microstomidae   
son una familia de pequeños gusanos planos de vida libre: 
subclase Macrostomorpha (Doe, 1986), género Bradynectes (Rieger, 1971), orden Dolichomicrostomida Janssen, Vizoso, Schulte, Littlewood, Waeschenbach & Schärer, 2015
(Macrostomida, Turbellaria, Platyhelminthes),
y miembros de la meiofauna bentónica marina, salobres, de agua dulce y plancton. Actualmente hay alrededor de 40 especies nombradas en esta familia.

## Géneros

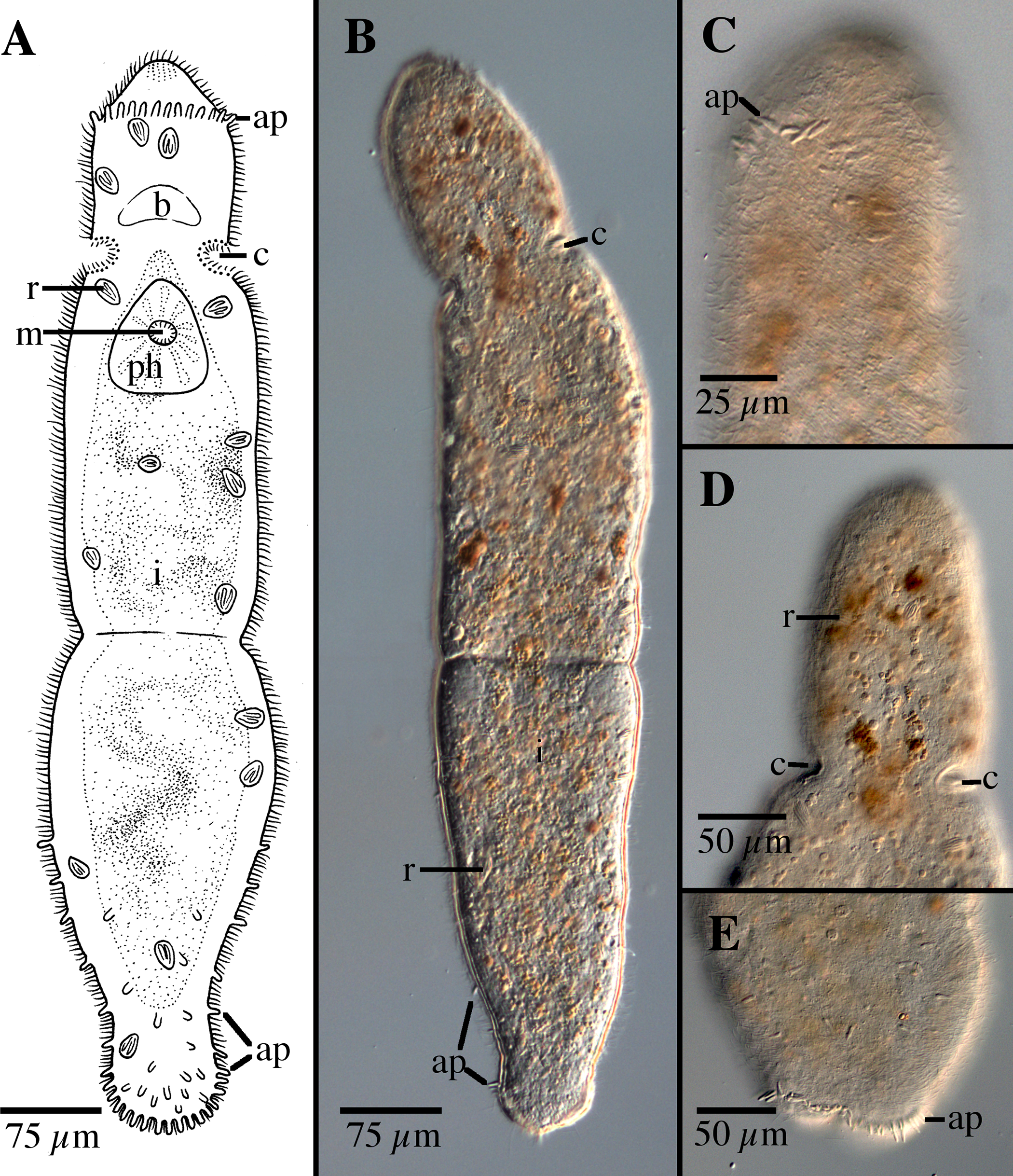
Microstomum loti: A: dibujo de cuerpo completo; B: micropictografía; C: extremo anterior con foco en papilas adhesivas; D: extremo anterior con foco en cilios; E: extremo posterior con foco en papilas adhesivas. ap papillas adhesivas; b cerebro; c cilias; i intestino; m boca; ph faringe; r rhabdites.

Alaurina

Microstomum Schmidt, 1848

Myozonella

## Especies
Algunas especies del género Microstomum (Schmidt, 1848), han sido caracterizadas en 2019:

Microstomum afzelii sp. nov.

Microstomum curinigalletti sp. nov.

Microstomum inexcultus sp. nov.

Microstomum lotti sp. nov.

Microstomum marisrubri sp. nov.

Microstomum schultei sp. nov.

Microstomum weberi sp. nov.

Microstomum westbladi nom. nov.